# التحكم عن بعد

صورة لجهاز تحكم عن بعد

التحكم عن بعد إرسال المؤشرات عن بعد من جهاز إرسال، باستعمال الأوامر المرسلة للتحكم في نظام أو أنظمة أجهزة غير متصلة مباشرة بجهاز الإرسال.